# Юйдайцяо
Юйдайцяо (кит. спр. 玉带桥, піньїнь: Yù Dài Qiáo — «Міст нефритового пояса») — побудований в XVIII столітті місячний міст, розташований в Пекіні на території колишнього  Літнього імператорського палацу. Знаменитий своєю досить високою та тонкою аркою.

## Історія
Є найвідомішим з шести мостів, розташованих в районі західного узбережжя озера Куньмінху. Зведений в 1751—1764, за часів імператора Цяньлуна, в стилі мостів, характерних для сільської місцевості Південного Китаю. При будівництві використовувався мармур та інші будівельні матеріали білого кольору. На поруччях мосту вирізьблені журавлі й інші тварини.
Форма арки була обрана для моста для того, щоб під ним міг проходити імператорський човен-дракон. Позаяк озеро Куньмінху пов'язане з однією з річок, то в деяких випадках імператор і імператриця вирушали в подорож на човні-драконі, і човну доводилося проходити під цим мостом.